# Abendmahlsvergiftung

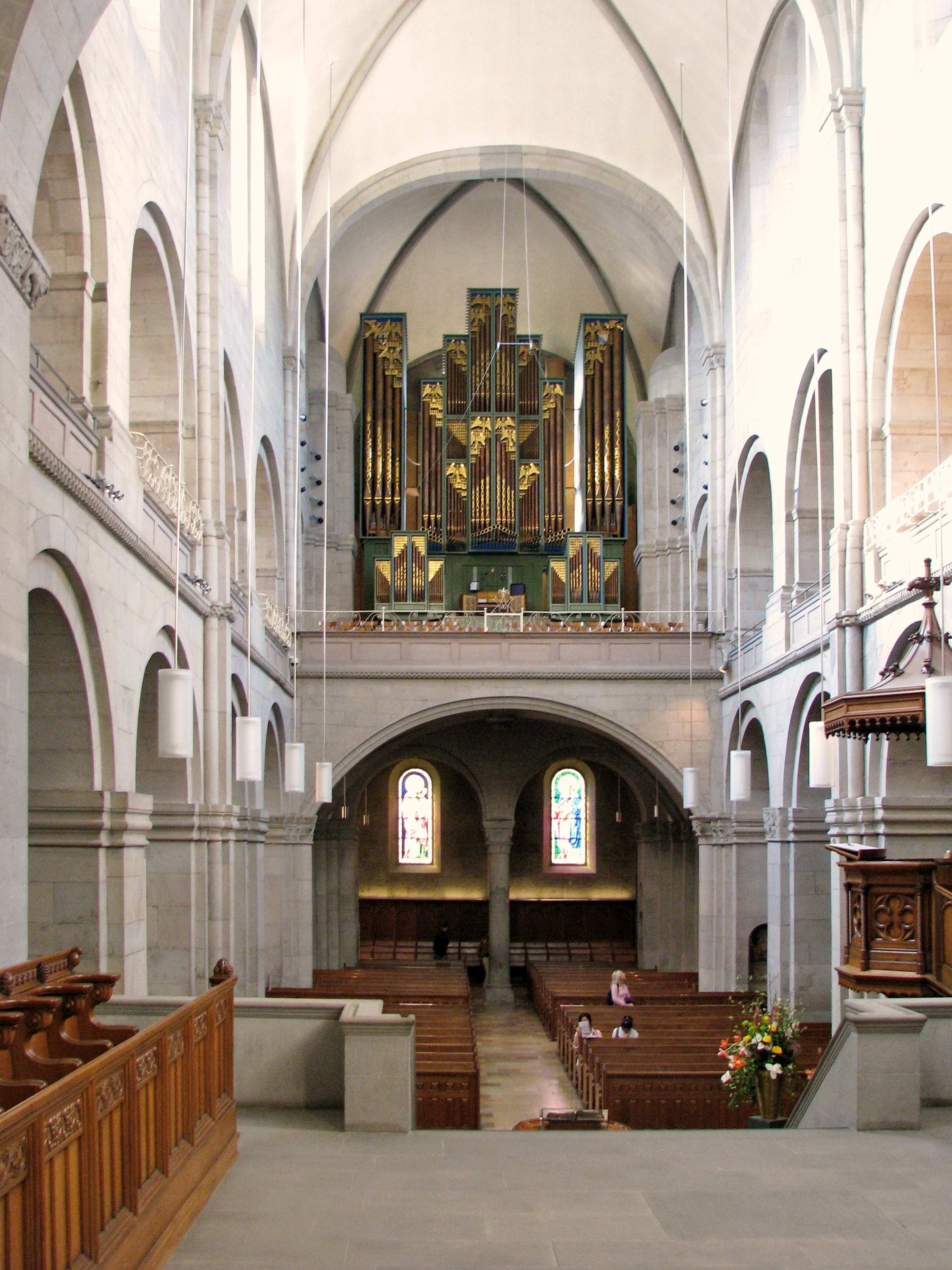
Innenansicht des Grossmünsters von Zürich

Die Abendmahlsvergiftung oder Nachtmahlvergiftung war eine Massenvergiftung am Bettag, dem 12. September 1776, in Zürich.

## Die Vergiftung
Bei der Einnahme des Abendmahlweines am Bettag 1776 im Zürcher Grossmünster traten Unverträglichkeiten auf. Der Wein wurde laut Samuel Hahnemann mit der sogenannten „Würtenbergischen Probe“ untersucht, bei der der Zusatz von Schwefelleber einen schwarzen Niederschlag auslöste. Diese Reaktion wurde als sicherer Nachweis einer Zusetzung von Bleizucker in krimineller Absicht gewertet. Das Verfahren wurde später wegen seiner geringen Spezifität obsolet. Es reagierte auch auf andere Schwermetalle sowie auf Eisenverbindungen. Nach Lavaters Dossier zur Abendmahlsvergiftung soll der Wein dagegen mit einem  toxischen Gebräu, dessen Bestandteile unter anderem Stechapfel, Schwertlilie und Arsenik waren, versetzt worden sein. Die Aussagen der Zeitzeugen und die geklagte Symptomatik lassen jedoch retrospektiv am ehesten auf eine akzidentelle Verunreinigung oder auf eine bakterielle Zersetzung oder Toxinbildung schliessen.
Der Vorfall wurde umgehend durch die Zürcher Geistlichkeit aufgegriffen, die ihn durch eine besondere Verderbnis der Zürcher bedingt sah. Das Ereignis wurde von den Stadtpfarrern über Wochen in den Predigten der vier Hauptkirchen thematisiert und verbreitete sich über die Zeitungspresse in Europa. Johann Kaspar Lavater ging in seinen mehrfach gedruckten beiden Predigten zur Nachtmahlvergiftung so weit, dass er die Ausführung der vermeintlichen Tat einem einzelnen kriminellen und gottlosen Verbrecher aus der Stadtbevölkerung zuschrieb. In der Konsequenz versuchte man 1780 dem straffällig gewordenen Johann Heinrich Waser die Tat unterzuschieben, wogegen Waser jedoch heftig widersprach. Lavater veröffentlichte 1777 im Teutschen Merkur ein umfangreiches Dossier, das auch separat unter dem Titel Wahrhaffte Geschichte, der den 12ten Herbstmonat 1776, als in der Nacht auf den allgemeinen Bet-Buß und Fast-Tag, verübten Greuel-That, bey Vergifftung des Nachtmahl-Weins, verfaßt von Herrn Joh. Caspar Lavater, Pfarrern an der Waysen-Kirche zu Zürich erschien. Die Reaktion des europäischen Publikums blieb lange gespalten. Christoph Meiners liess sich bei seinem Besuch in Zürich von der Anschlagstheorie überzeugen. Lavaters Postulat des „radikalen Bösen“ wurde dagegen von Friedrich Nicolai in der Allgemeinen Teutschen Bibliothek ironisch widerlegt. Auch Gottlieb Emanuel von Haller distanzierte sich in seiner Rezension der Lavaterschen Predigten ebenfalls eindeutig:

„Zwo schaudervolle Predigten, die der Verfasser bei gesetzterem Alter gewiß nicht mehr billigen wird. Über ein Verbrechen, dessen Daseyn noch nicht erwiesen ist, und vielleicht nur auf blosser Unreinheit beruhet...“

## Roman
- Dominik Bernet: Das Gesicht. Cosmos-Verlag, Muri bei Bern 2012, ISBN 978-3-305-00422-5.